# La canción de Aquiles
La canción de Aquiles (en inglés, The Song of Achilles) es la primera novela de la novelista y profesora estadounidense Madeline Miller. La novela fue publicada por primera vez el 20 de septiembre de 2011 y traducida al español el 18 de abril de 2012. La novela debutó en el número 31 de la lista de Libros Mejores Vendidos del New York Times y en 2012 fue galardonada con el Premio de Ficción Femenina.

## Sinopsis
La novela, situada en la edad heroica griega, narra los eventos que rodean la guerra de Troya desde el punto de vista de Patroclo, amigo de la infancia de Aquiles. 
Siendo aún niño, Patroclo comete un crimen y es exiliado a la isla de Ftía, donde se convierte en compañero de Aquiles. Ambos se vuelven inseparables y pronto desarrollan una relación de estrecha amistad, que se convertirá en amor, compañía y entrega.

### Argumento
Considerado débil y tímido, Patroclo resulta una decepción constante para su padre, el rey Menecio. Sin embargo, dispuesto a cumplir sus ambiciones, el rey Menecio presenta a Patroclo como posible pretendiente de Helena cuando este cuenta con apenas nueve años. Aunque Patroclo es rechazado, se ve obligado a prestar juramento de sangre en defensa del matrimonio de Helena y Menelao, junto con todos los demás pretendientes.
Poco después, a los diez años, Patroclo mata accidentalmente al hijo de uno de los súbditos nobles de su padre y es exiliado a Ftía. El rey de Ftía, Peleo, tiene un hijo, Aquiles, hijo también de la nereida Tetis. A pesar de la timidez e inadecuación de Patroclo, Aquiles rápidamente siente afinidad por el joven y lo convierte en su compañero. Su amistad se convierte en amor y deseo a medida que maduran y se vuelven adolescentes. 
Sin embargo, Tetis, convencida de que un mortal insignificante no es un compañero adecuado para su hijo, los separa y manda a Aquiles a formarse con Quirón, el centauro mentor de héroes como Héracles y Perseo. Patroclo sigue a Aquiles hasta al monte de Pelión y, durante dos años, son felices apartados de la mirada y las maquinaciones de Tetis.
A los dieciséis, Peleo manda regresar a Aquiles; Agamenón, el rey de Micenas, ha llamado a los diversos reyes aqueos para que se unan a su campaña militar contra Troya, bajo la excusa de que Helena, la mujer de su hermano Menelao, rey de Esparta, ha sido raptada por Paris, príncipe de Troya, y deben recuperarla. Aunque Peleo quiere que Aquiles lidere a su pueblo, existe una profecía que vaticina la muerte de Aquiles si va a Troya, por lo que Tetis lo rapta y lo esconde en la isla de Esciros. En la isla, Aquiles se hace pasar por una mujer de la corte del rey Licomedes. Tetis obliga a Aquiles a contraer matrimonio con Deidamía, la hija de Licomedes, y esta queda embarazada.
Mientras Aquiles se esconde en Esciros, Patroclo descubre su paradero y va a buscarlo. Ambos se esconden en la isla de Esciros hasta que Odiseo y Diomedes los exponen y los instan a unirse a la expedición griega. A Patroclo lo une el juramento de sangre con Helena y Menelao, a Aquiles lo llama la gloria. Odiseo le revela que la profecía dice que si lucha en la guerra, alcanzará la gloria como el mayor de los guerreros griegos, mientras que si deja pasar la oportunidad, envejecerá olvidado. Tetis aparece para revelar el resto de la profecía: si lucha en la guerra de Troya, alcanzará la gloria como el más grande guerrero, pero morirá joven tras matar al príncipe Héctor. Aquiles decide participar en la guerra, pero promete evitar involucrarse en la muerte de Héctor.
Aquiles y Patroclo se unen a las tropas aqueas en Aulis, donde los barcos se encuentran varados por falta de viento. La diosa Artemisa pide un sacrificio, por lo que Agamenón engaña a Aquiles para que acepte la mano de su hija Ifigenia. Cuando van a desposarse, Agamenón sacrifica a Ifigenia, manchando el honor de Aquiles pero, a la vez, apaciguando a la diosa Artemisa, que hace que vuelva el viento necesario para zarpar hacia Troya.
En Troya, los aqueos saquean los pueblos vecinos y toman a las mujeres supervivientes como esclavas. Entre ellas, Aquiles toma a una joven llamada Briseida a petición de Patroclo. Mientras Aquiles descubre su potencial como guerrero, Patroclo desempeña la función de enfermero.
Agamenón toma a Criseida, la hija de un sacerdote de Apolo, como concubina. Crises ofrece un rescate por su hija, pero Agamenón lo humilla y lo rechaza. Enfurecido, Crises suplica a Apolo y el dios envía una plaga que diezma a los griegos. Aquiles pide a Agamenón que devuelva a Criseida a su padre. Agamenón devuelve a la chica, pero confisca a Briseida en represalia. Furioso ante el desprecio, Aquiles retira a sus tropas de la batalla y promete no unirse de nuevo hasta que Agamenón no se disculpe de rodillas frente a él. Tetis convence a Zeus de que incline la balanza a favor de los troyanos para que los aqueos se arrepientan de haber dejado que Agamenón despreciara a Aquiles.
Patroclo intenta convencer a Aquiles de que vuelva a unirse a la batalla, pero al rehusarse, decide impersonarlo y animar así a las tropas a seguir luchando. Aquiles acepta, pero le hace prometer que se desvinculará de la batalla una vez los troyanos empiecen la retirada. Vestido con la armadura de Aquiles, Patroclo lidera a las tropas aqueas, obligando a los troyanos a retirarse. Sin embargo, muere a manos de Héctor.
Aquiles mata a Héctor en represalia y mancilla su cuerpo al arrastrarlo atado a su cuadriga y negándole los ritos funerarios. No es hasta que el rey Príamo se infiltra en la tienda de Aquiles para suplicar clemencia por el cuerpo de su hijo que Aquiles acepta devolver el cuerpo de Héctor a Troya e incinerar por fin el cadáver de Patroclo. Aquiles pide a sus hombres que, cuando él muera, lo incineren y mezclen sus cenizas con las de Patroclo.
Aquiles sigue luchando en la guerra con la esperanza de morir y reunirse con Patroclo en el Hades. Finalmente, una flecha de Paris, guiada por el dios Apolo, lo alcanza en el corazón y lo mata. Los aqueos incineran a Aquiles y mezclan sus cenizas en la urna donde descansa Patroclo, pero mientras están discutiendo dónde enterrarlos y erigir el monumento en su honor, aparece Pirro, el hijo de Aquiles, para tomar su lugar y evita que en el monumento aparezca el nombre de Patroclo, negándole el descanso a su alma en el más allá.
Finalmente Troya cae y los griegos regresan a casa, dejando que la sombra de Patroclo quede anclada al monumento donde está enterrado. Tetis grabará el nombre de Patroclo en el monumento, permitiendo que finalmente Aquiles y Patroclo se reúnan en el Hades.

## Personajes

### Mortales
Por orden alfabético:
- Aquiles. Hijo del rey Peleo y la nereida Tetis . Considerado el mejor guerrero de entre todos los griegos, es uno de los principales protagonistas, y el héroe principal, de la Iliada de Homero[2] y de La canción de Aquiles. Participa en la guerra de Troya a pesar de existir una profecía que vaticina su muerte si lucha. En el noveno año de la guerra de Troya, Agamenón le roba una esclava y, enfurecido, Aquiles se retira del combate, prometiendo que no volverá hasta que no le haya sido devuelta. Mientras Aquiles está retirado del combate, los troyanos van ganando la guerra, por lo que su compañero de armas y amante, Patroclo, se hace pasar por Aquiles y anima a los griegos a seguir con el combate. Patroclo muere a manos de Héctor, príncipe de Troya y, enfurecido, Aquiles mata a Héctor. Aquiles morirá poco después a manos de Paris. Leyendas posteriores a la Iliada afirman que Tetis, buscando hacer de su hijo inmortal, lo sumergió en el río Estigia, haciéndolo invulnerable excepto en el talón, por donde Tetis lo había sujetado al sumergirlo. Estas leyendas sostienen que Aquiles murió al ser alcanzado en el talón por una flecha de Paris, guiado por Apolo. En La Canción de Aquiles esta invulnerabilidad no aparece[3] y Aquiles muere al ser alcanzado por una flecha de Paris en el corazón.
- Agamenón. Rey de Micenas, es el general principal de la expedición griega en la guerra de Troya.
- Áyax. Rey de Salamina y descendiente de Zeus. Por su gran estatura y para distinguirlo de Áyax, hijo de Oileo, se le llama Áyax el Grande.
- Andrómaca. Esposa de Héctor. Tras la muerte de su marido y la caída de Troya, es entregada como concubina a Neoptólemo, hijo de Aquiles.
- Automedonte. Auriga de Aquiles. Tras la muerte de Aquiles, sirve a su hijo Neoptólemo.
- Briseida. Tras ser capturada por las tropas griegas, Aquiles la toma como parte del botín que le corresponde. Sin embargo, Agamenón la confisca. Aquiles, ofendido, se retira de la batalla, por lo que los griegos empiezan a perder.
- Calcas. Poderoso adivino que actúa como augur en la guerra de Troya.
- Criseida. Hija del sacerdote Crises, es tomada como esclava y concubina por Agamenón. Cuando Crises ofrece un generoso rescate por ella, Agamenón lo rehúsa e insulta al sacerdote, que pide ayuda a su dios Apolo. Apolo envía la peste al campamento griego. A los nueve días, y tras ser presionado por Aquiles, Agamenón consiente en devolver a Criseida.
- Deidamía. Hija de Licomedes, rey de Esciros, y madre junto a Aquiles de Neoptólemo.
- Héctor. Príncipe troyano, primogénito del rey Príamo, encargado de la defensa de la ciudad de Troya. Mata a Patroclo cuando este se hace pasar por Aquiles. Muere a manos de Aquiles.
- Helena. Hija de Zeus (en forma de cisne) y la reina Leda, se la consideró la mujer más hermosa del mundo. Muchos buscaron su mano, pero finalmente fue entregada a Menelao. Todos sus pretendientes hicieron el juramento de acudir en ayuda de Menelao para defender a su esposa. Años más tarde fue raptada o huyó con el príncipe Paris, desencadenando la guerra de Troya. Según el mito homérico, tras la guerra regresa a Esparta con Menelao,[4][5] aunque en La canción de Aquiles no se hace mención de ello.
- Ifigenia. Hija del rey Agamenón y Clitemnestra, fue pedida en sacrificio para apaciguar la ira de la diosa Artemisa.
- Menelao. Rey de Esparta por su matrimonio con Helena y hermano de Agamenón. El rapto de su esposa desencadena el conflicto de Troya.
- Odiseo. Príncipe de Ítaca y favorito de la diosa Atenea. Es quien propone el juramento que obliga a todos los pretendientes a aceptar el matrimonio de Helena, así como a salir en su defensa. Como recompensa, se casa con Penélope, prima de Helena. Es uno de los consejeros principales de Agamenón y quien idea el truco del caballo de Troya.
- Paris. Hijo de Príamo. Según el mito homérico, Afrodita lo ayudó a raptar a Helena después de que este la proclamara la más bella de entre las diosas y, en consecuencia, dinamitó la guerra de Troya.[3] Era conocido por su talento con el arco y, con ayuda de Apolo, mata a Aquiles.
- Patroclo. Hijo de Menecio. En La Canción de Aquiles es exiliado a Ftía tras matar accidentalmente a un chico. Es un personaje secundario en la Iliada, pero su muerte es esencial para el desenlace de la historia. Después de que Aquiles se niegue a combatir, Patroclo se hace pasar por él y es muerto en combate por Héctor. Aquiles venga su muerte matando a Héctor. En La canción de Aquiles es el personaje principal, junto a Aquiles, y quien narra la historia en primera persona. Amigo de la infancia y amante de Aquiles.
- Peleo. Rey de Ftía y padre de Aquiles junto con la nereida Tetis.
- Políxena. Princesa troyana que Neoptólemo sacrifica sobre la tumba de Aquiles antes de dejar Troya.
- Príamo. Rey de Troya. Tras la muerte y vejación de Héctor, se adentra en el campamento griego con el fin de pedir a Aquiles que le devuelva el cadáver de su hijo y cumplir así con los ritos funerarios. Muerto a manos del hijo de Aquiles, Pirro, durante el saqueo de Troya.
- Neoptólemo/Pirro. Hijo de Aquiles y Deidamía. Se une a la guerra tras la muerte de su padre. Durante el saqueo de Troya, participa en el truco del caballo de Troya y mata al rey Príamo.

### Divinidades
Por orden alfabético:
- Afrodita. Diosa del amor, la sensualidad y la belleza.[6] Favorece a los troyanos, especialmente a Paris.
- Apolo. Hermano gemelo de la diosa Artemisa y dios de las artes, del arco y la flecha y del sol; el dios de la muerte súbita, de las plagas y enfermedades, de la curación y la protección contra las fuerzas malignas. El dios de la belleza, de la perfección, de la armonía, el equilibrio y la razón y de las profecías.[7] Favorecía a los troyanos y fue el responsable de la plaga que diezmó a los griegos. Guía la flecha de Paris que mata a Aquiles
- Artemisa. Hermana gemela del dios Apolo y diosa de la caza, de los animales salvajes, de la virginidad y las doncellas.[8] Pide a Ifigenia en sacrificio.
- Atenea. Diosa de la guerra, de la civilización, de la sabiduría, de la estrategia.[9] Favorecía a los griegos, en especial a Odiseo.
- Quirón. A diferencia de la mayoría de centauros, Quirón era conocido por su inteligencia, su sabiduría y su buen carácter. Vivía en el monte de Pelión, Tesalia, y fue tutor de los héroes más destacados de la mitología griega, entre ellos Héracles, Jasón y Aquiles.
- Hera. Hermana y esposa de Zeus. Conocida por su naturaleza celosa y vengativa hacia las amantes y los hijos de Zeus.[10] Favorecía a los griegos.
- Tetis. Ninfa del mar, la más famosa de las nereidas. Tetis es la madre de Aquiles con Peleo, rey de los Mirmidones. Zeus estaba interesado en ella pero, al oír una profecía que decía que el hijo de Tetis sería más grande que su padre, Zeus arregla su matrimonio con Peleo, un mortal. Versiones posteriores a la Iliada aseguran que Tetis quiso hacer a Aquiles inmortal sumergiéndolo en el río Estigia, aunque La canción de Aquiles no incluye esa versión de los hechos.
- Zeus. Rey de los dioses, es el dios del cielo y del trueno. Es conocido por sus amantes y por ser el padre de héroes famosos, entre ellos Héracles y Perseo .[11]

## Concepción de la novela
Madeline Miller tardó diez años en terminar La canción de Aquiles. Empezó a escribir la novela tras codirigir una producción de Troilo y Crésida, donde aparece una escena en la que Aquiles queda devastado por la muerte de Patroclo. Tras dedicar cinco años al borrador original, decidió desecharlo y empezar de cero para perfeccionar la voz de su narrador.
 

La fuente principal de inspiración de la novela es el poema épico de la Iliada, de Homero. Miller quiso explorar el personaje de Patroclo y su relación con Aquiles. Miller explica:
¡La robé de Platón! La idea de que Patroclo y Aquiles eran amantes es bastante antigua. Muchos autores grecorromanos interpretan la suya como una relación romántica; era algo común y aceptado en la Antigüedad. Incluso tenemos un fragmento de una tragedia perdida de Esquilo en la que Aquiles menciona sus "frecuentes besos" con Patroclo. 

Hay mucha base acerca de su relación en el propio texto de la Iliada, aunque Homero jamás lo explicitó. Para mí, la prueba más convincente, a parte de la intensidad del dolor de Aquiles, es cómo Aquiles llora su muerte: Aquiles se resiste a quemar el cuerpo de Patroclo, insistiendo en guardar el cadáver en su tienda, donde constantemente llora y lo abraza; a pesar de las reacciones horrorizadas de aquellos que lo rodean. Ese tipo de aflicción física me indicó una intimidad verdadera y total entre ambos hombres.
La autora usó textos clásicos de Ovidio, Virgilio, Sófocles, Apolodoro, Eurípides y Esquilo como fuentes para el argumento. Miller usa citas textuales de Homero en su novela.

## Sobre la autora
Madeline Miller tiene una licenciatura y una maestría de la Universidad de Brown en latín y griego antiguo, y ha estado enseñando ambos durante los últimos nueve años. También ha estudiado en la Escuela de Drama de Yale, especializándose en la adaptación de cuentos clásicos a una audiencia moderna. La canción de Aquiles es su primera novela y fue ganadora del Premio Orange de Ficción 2012.